# Stenodus
Stenodus – rodzaj ryb łososiokształtnych, zaliczany do siejowatych (Coregoninae).

## Taksonomia
Blisko spokrewniony z rodzajem Coregonus. Stopień pokrewieństwa jest na tyle bliski, że sugerowane jest włączenie Stenodus w randze podrodzaju do Coregonus.

## Klasyfikacja
Gatunki zaliczane do tego rodzaju:
- Stenodus leucichthys – białorybica[4]
- Stenodus nelma – nelma[4]

Gatunkiem typowym jest Salmo mackenzii (=Stenodus leucichthys).

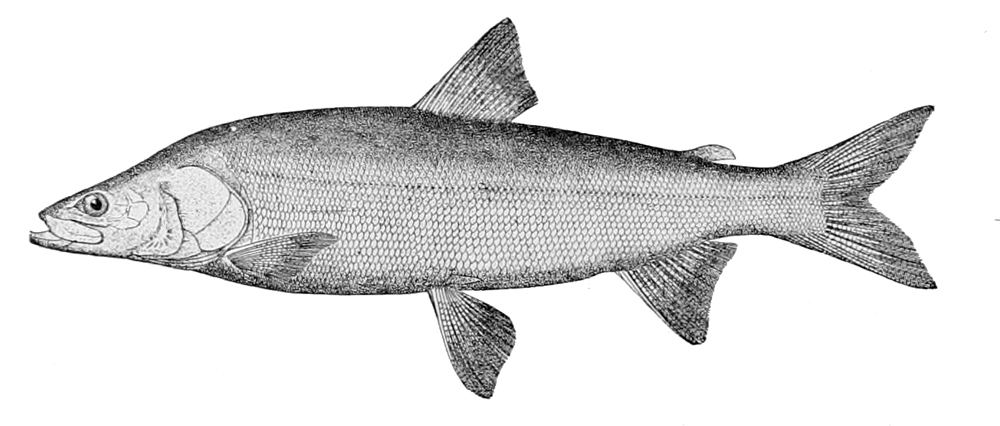
Stenodus nelma